# Bulbophyllum dennisii
Bulbophyllum dennisii là một loài phong lan thuộc chi Bulbophyllum.